# William Russ
William Russ, född 20 oktober 1950 i Portsmouth, Virginia, USA, är en amerikansk skådespelare i många TV-filmer. Russ är gift med skådespelerskan Clare Wren. Han har en dotter och en son. Han gillar att vindsurfa.

## Filmografi (urval)
- Här är ditt liv, Riley (2014)
- Home at Last (2011-2012)
- Makt och begär (2009-2010)
- Boston Legal (2005-2008)
- Ghost Whisperer (2007)
- På heder och samvete (2004)
- Jordan, rättsläkare (2002)
- Ally McBeal (2000)
- American History X (1998)
- "Här är ditt liv, Cory" (Boy Meets World) (1993)
- Middle Ages (1992)
- Wanted Dead or Alive (1987)
- Brottets väg (1986)
- V (TV) (1983)